# Tępy Szczyt
Tępy Szczyt (1388 m n.p.m., niem. Kleines Rad lub Mittelberg lub Sturmhaubenköppel) – szczyt na głównej grani Karkonoszy.

## Położenie i opis
Położony we wschodniej części Śląskiego Grzbietu, pomiędzy Małym Szyszakiem a Smogornią. Znajduje się nad miejscowością Przesieka. Na południe od szczytu przechodzi granica państwowa między Polską a Czechami. Na południe od Tępego Szczytu znajduje się Čertův důl, a poniżej schronisko U Bílého Labe.
Zbudowany jest z granitu karkonoskiego. Szczyt pokryty jest rozległym gołoborzem.
Porośnięty jest kosodrzewiną, niżej górnoreglowymi lasami świerkowymi.
Leży w obrębie Karkonoskiego Parku Narodowego i czeskiego Karkonoskiego Parku Narodowego (czes. Krkonošský národní park, KRNAP).

## Szlaki turystyczne
Przez szczyt przechodzą dwa szlaki turystyczne:
- czerwony  Szklarska Poręba - Przełęcz Okraj, tzw. Droga Przyjaźni Polsko-Czeskiej,
- zielony szlak z Przełęczy Karkonoskiej do Karpacza przechodzący zboczem.